# Brooke Astor (1902-2007)
Brooke Astor (née Roberta Brooke Russell le 30 mars 1902 à Portsmouth dans le New Hampshire, et morte le 13 août 2007) est une philanthrope, socialite, et romancière américaine.

## Biographie
Roberta Brooke Russell, née le 30 mars 1902 à Portsmouth, est la seule enfant de John Henry Russell, Jr, un major general dans le corps des Marines américaines, et de Mabel Cecile Hornby Howard.
Elle meurt le 13 août 2007.